# Брентфорд (Јужна Дакота)
Брентфорд (енгл. Brentford) град је у америчкој савезној држави Јужна Дакота.

## Демографија
По попису из 2010. године број становника је 77, што је 12 (18,5%) становника више него 2000. године.
| Група             | 2000.      | 2010.      |
| Белци             | 64 (98,5%) | 76 (98,7%) |
| Афроамериканци    | 0 (0,0%)   | 0 (0,0%)   |
| Азијати           | 0 (0,0%)   | 0 (0,0%)   |
| Хиспаноамериканци | 0 (0,0%)   | 0 (0,0%)   |
| Укупно            | 65         | 77         |